# Josep Ardèvol i Gimbernat
Josep Ardèvol i Gimbernat (Barcelona, 13 de març de 1911 – L'Havana, Cuba, 9 de gener de 1981) fou un compositor, pedagog, crític i pianista cubà d'origen català.

## Biografia
Inicià els estudis musicals amb el seu pare, el pianista, director d'orquestra i compositor Ferran Ardèvol Miralles, fundador i professor de l'Instituto Musical Academia Ardévol. El 1922, amb només onze anys, començà un catàleg creatiu en compondre la Sonatina núm. 4 y Capriccio, dues obres per a piano, i participa com a pianista en concerts mensuals i en conferencies que organitzava el seu pare. El 1929 es gradua en Piano, Música de Cambra, Harmonia, Contrapunt i Fuga, i Direcció Coral, i al 1930 en Composició i Direcció d'Orquestra. Va ocupar un lloc important en el curs de direcció orquestral que va rebre de Hermann Schercen a Paris.
En algunes biografies s'indica que el 1930 va acabar estudis de Filosofia i Lletres a la Universitat de Barcelona, però en els arxius d'aquesta Universitat el seu nom no apareix a cap expedient acadèmic ni en els llibres d'exàmens ni en el registre de títols. A més, l'any 1930 només tenia divuit anys, una edat a la qual no era normal obtenir un títol universitari. Aquell mateix any va crear el Trio Beethoven amb Roberto Plaja (violí) i Buenaventura Casalins (violoncel) i ell al piano, però el grup va durar poc ja que aquell mateix any emprengué viatge envers l'Havana i es presentà allà com a pianista i compositor, llaurant-se un ràpid i merescut prestigi en els cercles filharmònics havaners com Pedro Sanjuán, Maria Muñoz i el seu marit Antonio Quevedo, i els cubans Amadeo Roldan i Alejandro Garcia Caturla, que li va permetre realitzar el seu designi de constituir el 1934 l'Orquestra de Cambra de l'Havana, un grup instrumental dedicat a interpretar històricament el repertori clàssics i antic. Amb aquesta orquestra promourà estrenes i audicions de música internacionals i contemporània, compositors cubans, i farà més de cent vint concerts i més de cinquanta estrenes mundials d'autors cubans fins al 1952. La seva relació amb Quevedo i la seva esposa s'inicia abans que ARdèvol vagi a Cuba. Eren una parella de músics intel·lectuals que vivien a L'Havana des de 1919 i, amb Ardèvol, intercanviaven sengles revistes musicals: Ardèvol els enviava Vibraciones, una revista de joves artistes barcelonins, i ell rebia a canvi la revista cubana Musicalia. Al compositor Alejandro García Caturla també el va conèixer abans d'establir-se a Cuba, quan García Caturla va participar en els Festivals Simfònics Iberoamericans, en el marc de l'Exposició Internacional de Barcelona de 1929.
La crítica, la càtedra i el públic havà concediren els seus favors a Ardèvol, qui, per a optar a la càtedra d'Història i Filosofia de la Música, del Conservatori Nacional de l'Havana, hagué de nacionalitzar-se cubà. Aquesta càtedra la guanyà per oposició, tenint entre d'altres alumnes a Edgardo Martín Cantero, el santiaguenc Harold Gramatges. L'any 1935, comença a col·laborar amb diaris i revistes locals amb articles sobre crítica d'art.
El 3 de juny de 1936 Josep Ardèvol es va casar amb la pianista i professora Maria Isabel López Rovirosa, que havia estat alumna seva en el Conservatori Municipal de l'Havana. Va ser professor de composició, agrupant al seu voltant un grup de joves músics amb els quals va escometre un moviment de renovació on els resultats no trigaren a fer-se notar. En un opuscle titulat Presencia cubana en la música universal (L'Havana, 1945) s'hi exposen els objectius del Grupo de renovación musical. El paper que va tenir ell en el grup, no només va ser pedagògica, sinó també va promoure la difusió de la música creada pels seus alumnes, des de la posició que ocupava des de l'Orquestra de Cambra de l'Habana. Es va convertir en un promotor de la música de Harold Gramatges, Edgardo Martín, Gisela Hernández, Serafín Pro, entre d'altres. L'antonalsime, no sistematitzat en la dodecafonia, l'ús de la politonalitat, la poliharmonia i la polirítmia, el modalisme i el neoclassicisme van ser les bases del seu ensenyament, i gràcies a la seva solidesa va aconseguir el respecte dels seus deixebles, tot i que el 1948 el grup es va desintegrar a causa dels seus accessos en un ascetisme creatiu o universalitat abstracta.
A partir del 1959 va tenir una alta participació en l'organització i direcció de la cultura, i en l'ensenyança de la música en diferents nivells d'estudi, i entre el 1960 i 1965 va ser delegat del ministeri d'Educació a l'Institut Cubà de Drets Musicals, i el 1965 va tornar a ser professor en el conservatori. Des del 1968 van començar els seus esforços per construir el nivell superior de música i per fer-ho va organitzar els primers cursos a l'Escola Nacional d'Art, però no s'aconseguirà definitivament fins a ser creat el 1976 l'Institut Superior d'Art, el qual Ardèvol serà degà de la Facultat de Música i catedràtic de Composició. Ell serà professor d'escoles d'estiu de les universitats d'Habana i va fer conferències sobre la música cubana a les universitats de Harvard, Columbia i Rochester, entre d'altres, i en reunions de compositors de Moscou. Va pertànyer a vàries institucions internacionals com l'Institut Interamericà de Musicologia, va ser membre permanent de la Pan American Association of Composers i del Cuban American Music Group, i va presidir durant més de vuitanta anys el Comité Nacional Cubà de la Música (Unesco). El 1971 és nomenat president de la secció de música de la Unió d'Escriptors i Artistes de Cuba (UNEAC) i col·laborà com assessor de la direcció de música del Ministeri de Cultura de Cuba, fins al seu traspàs.

## Obra
Josep Ardèvol i Gimbernat va compondre més de 130 obres, visitant tots els gèneres compositius excepte l'operístic.
Així, del 1922-24 està present l'estil aprés del seu pare, però des de 1924 fins al 1930 les seves obres reben la influència de Debussy i Stravinski, i amb l'arribada a Cuba incorpora a la seva formació musical i humanística aires renovadors amb Roldán i Caturla. Les seves primeres obres van ser Pequeñas impresiones para piano, la que més tard eliminarà. També va fer el Concert núm. 2 per a sis instruments d'arc, Quartet núm. 1, les Nueve pequeñas piezas para instrumentos de viento, percusión y piano, Cuatro poemas para coro. Una de les obres més difoses a Cuba va ser Tres ricercari, creada el 1936 en motiu del seu casament, la qual s'ubica en el moviment neoclàssic.
Del 1936 a 1965 crea obres pròpies del moviment neoclàssic, com ara el ballet Forma, Sonatas a tres, Concert de clave, Concert per a piano i percussió, la cantata Burla de don Pedro a caballo, Tres sonates per a piano, Simfonies 1 i 2, etc. D'aquest període destaquen, també, les seves obres orquestrals: Tres simfonies (1943-45): Triptico de Santiago (1949); Versos sencillos, sobre text de José Martí (1952), Triptico de Pinar del Rio (1954) i Música para pequeña orquesta (1957).
Després del 1965, Ardèvol conrea l'atonalisme, el serialisme i el postserialisme amb obres com Noneto, Cantos de la Revolución, cantates La victoria de la playa de Gijón, entre d'altres, així com nombroses composiciones per a música de cambra.